# Студентське Братство Львівщини
Студентське Братство Львівщини (СБЛ) — громадська спілка, яка об'єднує студентські братства Львівщини. Офіційно дата заснування Студентського Братства м. Львова — 25 травня 1989, Студентського Братства Львівщини (фактичний правонаступник СБ м. Львова) — 16 жовтня 1997. Одна з двох основних українських молодіжних організацій опозиційного спрямування часів перебудови (разом з Українською Студентською Спілкою).

## Історія
Студентське Братство з'явилося раніше офіційної дати заснування. Спочатку діяла підпільна мережа, організована студентом Маркіяном Іващишиним, яка співпрацювала з вже легальним «Товариством Лева». У 1988 році в навчальних закладах з'явись перші осередки Студентського Братства. З 1988 року активісти організації розпочали протести за право проходити військову службу на території України.
25 травня 1989 року у м. Львові Студентські Братства навчальних закладів створили Студентське Братство міста Львова — першу незалежну українську студентську організацію. Головною метою її діяльності стало об'єднання студентської молоді для боротьби за Незалежність України.
Наприкінці 1980-х років Студентське Братство починало свою діяльність з політичних страйків (починаючи з заходів до виборів у ВР СРСР, виборів до місцевих рад всіх рівнів (1989-90 рр.)), акцій громадянської непокори через арешти активістів організації; брало участь в організації «Живого ланцюга» до річниці Дня Соборності України (22.01.1990 р.); Собору Української Духовної Республіки в Коломиї, з'їздів Української молоді Христові 1990-91 років; було організатором Студентської революції на граніті; випуск самвидаву (газети «Братство», «Грюндік», «Віко», «Хід» та інші).
Студентське Братство співпрацювало з Українською Студентською Спілкою, зокрема свого часу навіть об'єдналося з нею у Спілку Українських Студентів. Проте між ними були суперечності.
Організація проводила численні культурно-просвітницькі та мистецькі заходи (відновлення українських народних традицій, встановлення пам'ятників Українським січовим стрільцям, воякам дивізії «Галичина» (26 травня 1991 року відбулося відкриття та освячення), українському козацтву в центральній та східній Україні; фестивалі «ВиВих» (1990, 1992 років), «ШевченкоФест», проект «Кращий студент року» і т. д.
Після здобуття Україною незалежності Студентське Братство працювало далі над справою побудови сильної незалежної Української держави, активно діючи у студентському середовищі на національно-патріотичних засадах.
Члени організації відзначались активною громадською позицією і були в авангарді подій, які змінювали історію нашої держави. Саме завдяки об'єднанню спільних зусиль різних поколінь Студентського Братства було організовано роботу ГК «За правду!» (2000—2001 рр.), Україна без Кучми, ГР «Чиста Україна» та кампанії «Пора!» (Помаранчева революція, 2004—2005 рр.).[джерело?]
Діяльність Студентського Братства не обмежувалась лише активною суспільно-політичною роботою. З часу створення одним з найважливіших напрямків діяльності Організації стало відродження та популяризація серед молоді і старшого покоління українських народних традицій. Так, традиційними для Братства впродовж років стали такі акції як «Різдво для Сходу», Свято Купала, «Андріївські вечорниці», різноманітні мистецькі заходи гаївки тощо. За цей час в Студентському Братстві сформувались і свої, «братські» традиції, які об'єднали цілі покоління членів організації.
Сьогодні, як і 20 років тому, Студентське Братство — це громадсько-політична організація, яка має значний вплив на формування громадської думки та суспільної свідомості. За цей час в організації сформувалось чимало людей — тепер вони відомі підприємці, журналісти, політики, митці.

## Мета діяльності
Мета діяльності — здійснення діяльності спрямованої на задоволення та захист законних конституційних, політичних, соціальних, економічних, творчих та інших спільних прав та інтересів членів організації, а також студентства та молоді в цілому.
Члени Студентського Братства позиціюють себе як активні, прогресивно налаштовані молоді люди — студенти-патріоти України, котрі формують вільне суспільство, створюють дух незалежного українського студентства і творять історію України.

## Структура керівних органів спілки
Керівними органами СБЛ є: Конґрес, Правління, Рада, Спостережна Рада. Головою організації і першою посадовою особою Студентського Братства Львівщини є Голова Правління.
- Голова Правління: Борис Пошивак.
- Голова Ради: Богдан Зданевич.
- Голова Спостережної Ради: Сергій Мельников.

## Осередки спілки
Студентське Братство Львівщини — це об'єднання студентських братств, які згідно Статуту спілки називаються — організаціями-членами або осередками Студентського Братства. Також в структурі спілки є асоційований член — Студентське братство УКУ. Студентське Братство Львівщини за свою історію об'єднувало собою багато студентських братств, велика частина цих організацій на сьогоднішній день є недіючими. Зараз основними діючими осередками спілки є найстаріші її організації-члени.

### Діючі осередки
- Студентське братство Львівського національного університету імені Івана Франка  (діє з 1988 р.)
- Студентське братство Львівської політехніки  (діє з 1989 р.)

### Асоційований член
- Студентське братство Українського Католицького Університету  (м. Львів) (діє з 2000 р.)

### Недіючі осередки
- Студентське братство «Дзвін»  (м. Косів) (1990–1994 рр.)
- Студентське братство імені Степана Бандери  (мало свої осередки в м. Дубляни, м. Львів, та м. Стрий) (2005–2013 рр.)
- Студентське братство «Каменяр»  (м. Дрогобич) (1989—2000 рр., 2011–2012 рр.)
- Студентське братство Лісотехнічного університету  (м. Львів) (1989 — 1995 рр., 2000 — 2015 рр.)
- Студентське братство Львівського аграрного університету  (м. Дубляни) (1989—1994 рр., 2005 р., 2010 р.)
- Студентське братство Львівського інституту Міжрегіональної академії управління персоналом  (2000 — 2002 рр.)
- Студентське братство Львівського інституту фізичної культури  (1989—1994 рр.)
- Студентське братство Львівського коледжу імені Івана Труша  (2000—2013 рр.)
- Студентське братство Львівського медичного коледжу  (1993  — 2001 рр.)
- Студентське братство Львівського медичного університету  (1989 — 2007 рр.)
- Студентське братство Львівської академії ветеринарної медицини  (1990—1994 рр., 1997–2009 рр.)
- Студентське братство Львівської академії мистецтв  (1989—1994 рр., 1997—2014 рр.)
- Студентське братство Львівського торговельно-економічного інституту  (1989 — 1992 рр.)
- Студентське братство «Ставропігіону»  (м. Львів) (2007 — 2008 рр.)
- Студентське братство Української академії друкарства  (м. Львів) (1990—1992 рр.)